# Leonard Nimoy
Leonard Simon Nimoy (angleška izgovorjava /ˈniːmɔɪ/, ameriški filmski igralec, režiser, fotograf, pisatelj, pevec in pesnik, * 26. marec 1931, Boston, Massachusetts, Združene države Amerike, † 27. februar 2015, Los Angeles, Kalifornija, ZDA.
Najbolj znan je po svoji vlogi Spocka v znanstvenofantastični franšizi Zvezdne steze. Lik je igral v seriji in filmu, od prve pilotne epizode, posnete leta 1964, do filma Zvezdne steze: V temo, posnetega leta 2013.
Revija TV Guide je lik Spocka naštela med 50 najboljšimi liki v znanstveni fantastiki vseh časov.